# Song Sun-mi
Pour les articles homonymes, voir Song (homonymie).
Song Sun-mi, née le 28 mai 1990 à Gunpo, est une joueuse professionnelle de squash représentant le Corée du Sud. Elle atteint en septembre 2010 la 40e place mondiale sur le circuit international, son meilleur classement.

## Palmarès

### Finales
- Open de Chine : 2009